# مجمع القسطنطينية الأول
المجمع المسكوني الثاني هو أحد المجامع المسكونية السبعة وفق للكنيستين الرومانيّة والبيزنطيّة وأحد المجامع المسكونية وفق الكنائس الشرقيّة القبطيّة والأرمنيّة والسريانيّة.

## مقدمة
بعد انتصار الكنيسة في نيقية اشتدّ التنافر بين أتباع آريوس من جهة وأصحاب الرأي الآخر من جهة ثانية، وعمّ جميع الأوساط الشعبية رجالا ونساء، خصوصاً بعد أن تسلّم الحكمَ في الشرق ثيوذوسيوس الكبير، وذلك في السنة 379. ولعلّ ألطف ما جاء في المراجع – كما يذكر د. أسد رستم –في وصف «تدخل العوام في علم الكلام», قولُ القديس غريغوريوس النيصصي: «والجميع في الشوارع والأسواق وفي الساحات وعند مفترق الطرق يتكلّمون في ما لا يفقهون. فإذا سألت أحداً من الباعة: ماذا أدفع لك؟ أجابك: هو مولود أو غير مولود.وإذا أنت حاولت أن تعرف ثمن الخبز، أجابوك: ان الآب أعظم من الأبن. وإن سألت: هل الحمام جاهز؟ سمعت جواباً: ان الأبن جاء من العدم».
	المجمع المسكوني الثاني هو نتيجة طبيعية لمجمع نيقية، وذلك لأن الآريوسيين الذين قالواب «أن الأبن جاء من العدم» كان من البديهي أن يعتقدوا بمخلوقيّة الروح القدس أيضا.أبرز محاربي الأقنوم الثالث كان مقدونيوس بطريرك القسطنطينية. يقول ثيوذوريتوس في «التاريخ الكنسي» بأن مقدونيوس «رفعه الآريوسيين إلى كرسي القسطنطينية (العام 342) ظانين انه واحد منهم، لأنه كان يجدّف على الروح القدس، غير أنهم عزلوه لأنه لم يحتمل إنكار ألوهية الابن».
	يعود الفضل الأول في شرح عقيدة الروح القدس إلى القديس باسيليوس الكبير الذي رقد بالرب قبل أنعقاد المجمع المسكوني الثاني بسنتين، وكان قد وضع كتاباً في العام 375 بعنوان «في الروح القدس»، استند فيه على الكثير من حجج القديس أثناسيوس الكبير في رسائله إلى سيرابيون اسقف ثُموُيس (355-361) ذلك أن ثمة فئةً في مصر كانت تحارب الوهية الروح القدس، أسماها بطل نيقية أثناسيوس «التروبيك» نسبة اللى كلمة يونانية تعني اللعب على اللفاظ وتفسير الآيات بغير موضعها.اعتبر المؤرخان سقراط وصوزمينس وأيضاً القديس إيرونيموس وروفينوس أن مقدونيوس هو مؤسس بدعة التربيك، ولعلّ سبب ذلك هو أن أعوانه انضمّوا إلى هؤلاء المجدفين بعد خلع مقونيوس عن عرش القسطنطينية. لا يعلم مؤرخو اللاهوت الشيء الكثير عن جماعة التروبيك ومعتقداتهم، غير أنهم يعتقدون بأن المتطرفين منهم لم يكتفوا بإنكار الوهيّة الروح القدس وإنما رفضوا أيضاً مساواة الابن والآب في الجوهر.

## البدع التي ظهرت في ذلك الوقت
- 1- بدعة أبوليناريوس أسقف اللاذقية.
- 2- بدعة أوسابيوس مجدد تعاليم سابليوس.
- 3- بدعة مكدونيوس أسقف القسطنطينية المعزول.[4]

## الدعوة للمجمع
التأم المجمع المسكوني الثاني في القسطنطينية سنة 381، بناء على دعوة الامبراطور ثيوذوسيوس الكبير. وعلى الرغم من المشاكل الكثيرة والتعقيدات المتعدّدة التي حصلت بسببه، ومنها ان أبرشيات الغرب بما فيها روما لم تُدعَ إلى المشاركة فيه، اعتبره القديس غريغوريوس واحداً من أربعة مجامع يحترمها ويجلّها كما يحترم ويجلّ الأناجيل الأربعة المقدسة. رئس المجمع أولاً أسقف انطاكية في سوريا ملاتيوس الذي توفّي أثناء التئامه، فأُسندت رئاسته إلى القدّيس غريغوريوس اللاهوتي، وكانت قد أُقيمت عليه دعوى لخرقه القوانين التي تمنع انتقال الأساقفة لانتقاله من ابرشيته إلى كرسي القسطنطينية، فاستعفى، وترأس مكانه خلفه في أسقفية القسطنطينية نكتاريوس.

### التآم المجمع
جدّد آباء المجمع المئة والخمسون التزامهم بعقيدة نيقية، غير أنهم اضافوا بعض التعديلات الطفيفة على دستور الإيمان مثل عبارة: «لا فناء لملكه» وذلك دحضاً لبدعة أبوليناريوس أسقف اللاذقيّة الذي قال إن مُلْك المسيح يدوم ألف سنة. أبوليناريوس هذا الذي كان صديقا لأثناسيوس الكبير تطرّف في دفاعه عن الأرثوذكسية ضد الاريوسية، وإذ أراد أن يشدّد على الوهية المسيح الكاملة وعلى وحدة اللاهوت والناسوت اضاف إلى ذلك قولَه إنه لم يحدث أي تدرّج أو تقدّم في حياة المسيح الأدبية، ولكي يثبت زعمه فرّق بين ناسوت المسيح وناسوت الناس فقال إنّ ابنَ الله عندما تجسّد لم يأخذ سوى جسد ونفس غير عاقلة، أمّا النفس العاقلة (العقل البشري) فقد قام مقامَها الكلمة الإلهي نفسُه. ضد هذا التعليم الغريب شهد آباء المجمع المسكوني الثاني بأن كلمة الله التام الذي قَبْلَ الدهور صار إنساناً تامّاً في آخر الأزمنة من أجل خلاصنا.

### أعمال وقوانين المجمع
دحض الآباء القديسون أقوال أعداء الروح القدس، مثبّتين من الكتاب الإلهي بأنه هو الله مثل الآب والابن، في حين لم يكن في نظر المقدونيين سوى أحد الأرواح الخادمة. وأعلنوا أنه "منبثق من الآب" وهو مع الآب والابن مسجود له وممجّد"، علماً بأن المقدونيين كانوا يقولون بأنه خليقة الابن. أصدر المجمع قوانين عدة غير ان الغبيين- الذين وافقوا في السنة 382 في مجمع التأم في رومية برئاسة البابا داماسيوس الأول على أعمال المجمع المسكوني واعترفوا به مجمعا ً قانونياً نظير مجمع نيقية- لم يسرّهم القانون الثالث الذي يقضي بجعل أسقف القسطنطينية مساوياً لأسقف رومية وله " إكرام التقدّم بعده، لأن القسطنطينية هي رومية الجديدة", كما أن القانون ذاته أقلق كنيسة الإسكندرية أيضا وكان بمثابة تحدّ لها. آثرت رومية، بعد تساؤلات كثيرة ومتنوعة، على تجاهل القانون الثالث واعتبرته مهيناً، ولم يعترف البابا رسمياً بحق القسطنطينية بتولّي المركز الثاني قبل مجمع لاتران (السنة 1215)، وكانت القسطنطينية وقتئذ ٍ في يد الصليبيين وتحت سلطة بطريرك لاتيني.

### روابط خارجية
- كنيسة مدينة الله أنطاكية العظمى: عقيدة وتاريخ - The Church of the city of God, great Antioch: Faith and History